# Ryūō (shogi)
Pour les articles homonymes, voir Ryūō (homonymie).
Le Ryūō (竜王, litt. « Roi Dragon »), également Ryu-O et Ryu-oh, est le titre du vainqueur d'un des huit principaux tournois professionnels de shōgi au Japon. Parmi les « huit couronnes », celles du Ryūō et du Meijin sont les plus prestigieuses.
Parrainé par le journal Yomiuri Shimbun, ce tournoi se dispute tous les ans depuis 1988. Le vainqueur du tournoi reçoit un prix de 42 000 000 de yens, tandis que le perdant obtient 8 000 000 de yens (soit respectivement environ 320 000 € et 60 000 €).

## Nom

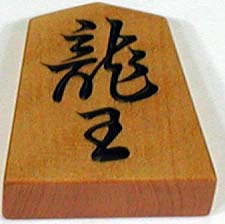
Le Dragon Roi.

La signification de base de ryūō est « Roi-Dragon », qui désigne la plus puissante pièce du shōgi.

## Histoire
Le Ryūō est une continuation du Judansen (十段戦 ) (1962–1987) qui était lui-même le successeur du Kudansen 九段戦 (1956–1961) et du Zen-Nihon Shukensen (全日本選手権戦 ) (1948–1955). Si l'on considère cette origine, le Ryūō est le plus ancien tournoi majeur en dehors du Meijin.

## Format
Celui-ci commence par un tournoi de classement en six divisions sous la forme d'un tournoi toutes rondes tout au long de l'année. Tous les Kishis (joueurs de shogi professionnels), quatre Joryu-Kishi (professionnels féminines), un apprenti professionnel et cinq amateurs sont affectés à l'une de ces six divisions. Les premiers joueurs de chaque division, choisis selon la méthode présentée ci-dessous, sont sélectionnés pour participer au tournoi des candidats.

### 1reétape- Tournoi de Classement

#### 6edivision
Cette division (ランキング戦 ６組 (rankingu-sen 6-kumi)) rassemble l'ensemble des joueurs qui n'ont pas été préalablement affectés à l'une des cinq autres divisions, soit environ soixante joueurs.
Le vainqueur est qualifié pour le tournoi des candidats.
Les quatre premiers sont promus en 5e division.

#### 5edivision
Cette division (ランキング戦 5 組 (ankingu-sen 5-kumi)) rassemble trente-deux joueurs.
Le vainqueur est qualifié pour le tournoi des candidats.
Les quatre premiers sont promus en 4e division.
Les quatre derniers sont relégués en 6e division.

#### 4edivision
Cette division (ランキング戦 4 組 (rankingu-sen 4-kumi)) rassemble trente-deux joueurs.
Le vainqueur est qualifié pour le tournoi des candidats.
Les quatre premiers sont promus en 3e division.
Les quatre derniers sont relégués en 5e division.

#### 3edivision
Cette division (ランキング戦 3 組 (rankingu-sen 3-kumi)) rassemble seize joueurs.
Le vainqueur est qualifié pour le tournoi des candidats.
Les quatre premiers sont promus en 2e division.
Les quatre derniers sont relégués en 4e division.

#### 2edivision
Cette division (ランキング戦 2 組 (rankingu-sen 2-kumi)) rassemble seize joueurs.
Les deux premiers sont qualifiés pour le tournoi des candidats.
Les quatre premiers sont promus en 1re division.
Les quatre derniers sont relégués en 3e division.

#### 1redivision
Cette division (ランキング戦 1 組 (rankingu-sen 1-kumi)) rassemble seize joueurs.
Les cinq premiers sont qualifiés pour le tournoi des candidats.
Les quatre derniers sont relégués en 2e division.

### 2eétape: tournoi des candidats
Les onze meilleurs joueurs de ces divisions (les cinq meilleurs joueurs de la 1re classe, deux de la 2e classe, et les quatre premiers des 3e, 4e, 5e et 6e classes) sont ensuite redistribués dans le tournoi des candidats (決勝トーナメント (kesshō tōnamento)) qui se déroulera sous la forme d'un tournoi à élimination directe.

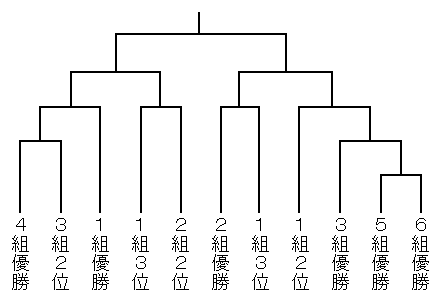
La structure du tournoi 1989-2005.
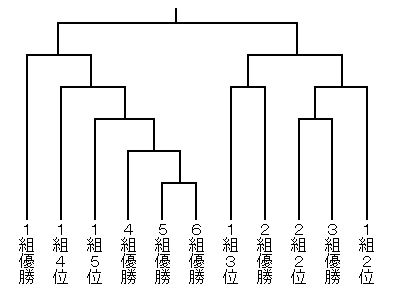
Structure du tournoi à partir de 2006.

Les deux finalistes de ce tournoi se disputent un match en trois manches afin de désigner le challenger qui défiera le tenant du titre lors de la « Bataille des Dragons ».

### 3eétape: bataille des dragons
Le challenger affronte enfin le tenant du titre (nommé Roi-dragon) dans un match en sept parties d'octobre à décembre : la bataille des dragons ((竜王戦七番勝負 Ryūō-sen nana-ban shōbu)).
Le temps de réflexion d'une partie est de huit heures par joueur.

## Ryūō Honoraire
Le « Ryūō Honoraire » (Eisei Ryūō) est le titre accordé au compétiteur qui remporte le championnat cinq fois de suite ou sept fois au total, mais le titre n'est accordé officiellement qu'à la retraite ou au décès du prétendant au titre.
Seuls deux compétiteurs ont rempli pour l'instant les conditions pour devenir Ryūō honoraire :
- Akira Watanabe en remportant son cinquième titre consécutif en 2008[3] ;
- Yoshiharu Habu avec son septième titre obtenu en 2017[4].

Ces deux champions obtiendront donc ce titre de Ryūō honoraire dès la fin de leur carrière.

## Palmarès

### Zen-Nihon Shukensen
|   | Année     | Vainqueur        | sco | Adversaire    | 2           | 3                                           | 4                                           | 5                                           | 6                                                           | 7                                                           | 8                                                           | 9                                                           |
| - | --------- | ---------------- | --- | ------------- | ----------- | ------------------------------------------- | ------------------------------------------- | ------------------------------------------- | ----------------------------------------------------------- | ----------------------------------------------------------- | ----------------------------------------------------------- | ----------------------------------------------------------- |
| 1 | 1947-1948 | Yoshio Kimura    |     | Yuzo Maruta   | Jirō Katō   | Masao Tsukada, Yasuharu Oyama, Gen'ichi Ōno | Masao Tsukada, Yasuharu Oyama, Gen'ichi Ōno | Masao Tsukada, Yasuharu Oyama, Gen'ichi Ōno | Kōzō Masuda, Chōtarō Hanada Ichitarō Doi , Kiyoshi Hagiwara | Kōzō Masuda, Chōtarō Hanada Ichitarō Doi , Kiyoshi Hagiwara | Kōzō Masuda, Chōtarō Hanada Ichitarō Doi , Kiyoshi Hagiwara | Kōzō Masuda, Chōtarō Hanada Ichitarō Doi , Kiyoshi Hagiwara |
| 2 | 1949      | Kiyoshi Hagiwara |     | Yoshio Kimura | Kōzō Masuda | Yūzō Maruta                                 | Yasuharu Oyama                              | Shigeyuki Matsuda                           | Jirō Katō                                                   | Ichitarō Doi Jun Hagiwara                                   | Ichitarō Doi Jun Hagiwara                                   | Tatsuo Matsuda Shūya Kitadate                               |

### Ryu-o
Les nombres entre parenthèses indiquent le nombre de titres Ryu-o obtenus par le joueur.
| No. | Année | Vainqueur              | Marque | Adversaire         |
| --- | ----- | ---------------------- | ------ | ------------------ |
| 1   | 1988  | Akira Shima            | 4-0    | Kunio Yonenaga     |
| 2   | 1989  | Yoshiharu Habu         | 4-3    | Akira Shima        |
| 3   | 1990  | Koji Tanigawa          | 4-1    | Yoshiharu Habu     |
| 4   | 1991  | Koji Tanigawa (2)      | 4-2    | Taku Morishita     |
| 5   | 1992  | Yoshiharu Habu (2)     | 4-3    | Koji Tanigawa      |
| 6   | 1993  | Yasumitsu Sato         | 4-2    | Yoshiharu Habu     |
| 7   | 1994  | Yoshiharu Habu (3-4)   | 4-2    | Yasumitsu Sato     |
| 8   | 1995  | Yoshiharu Habu (3-4)   | 4-2    | Yasumitsu Sato     |
| 9   | 1996  | Koji Tanigawa (3-4)    | 4-1    | Yoshiharu Habu     |
| 10  | 1997  | Koji Tanigawa (3-4)    | 4-0    | Keiichi Sanada     |
| 11  | 1998  | Takeshi Fujii (1-3)    | 4-0    | Koji Tanigawa      |
| 12  | 1999  | Takeshi Fujii (1-3)    | 4-1    | Daisuke Suzuki     |
| 13  | 2000  | Takeshi Fujii (1-3)    | 4-3    | Yoshiharu Habu     |
| 14  | 2001  | Yoshiharu Habu (5-6)   | 4-1    | Takeshi Fujii      |
| 15  | 2002  | Yoshiharu Habu (5-6)   | 4-3    | Takashi Abe        |
| 16  | 2003  | Toshiyuki Moriuchi     | 4-0    | Yoshiharu Habu     |
| 17  | 2004  | Akira Watanabe (1-9)   | 4-3    | Toshiyuki Moriuchi |
| 18  | 2005  | Akira Watanabe (1-9)   | 4-0    | Kazuki Kimura      |
| 19  | 2006  | Akira Watanabe (1-9)   | 4-3    | Yasumitsu Sato     |
| 20  | 2007  | Akira Watanabe (1-9)   | 4-2    | Yasumitsu Sato     |
| 21  | 2008  | Akira Watanabe (1-9)   | 4-3    | Yoshiharu Habu     |
| 22  | 2009  | Akira Watanabe (1-9)   | 4-0    | Toshiyuki Moriuchi |
| 23  | 2010  | Akira Watanabe (1-9)   | 4-2    | Yoshiharu Habu     |
| 24  | 2011  | Akira Watanabe (1-9)   | 4-1    | Tadahisa Maruyama  |
| 25  | 2012  | Akira Watanabe (1-9)   | 4-1    | Tadahisa Maruyama  |
| 26  | 2013  | Toshiyuki Moriuchi (2) | 4-1    | Akira Watanabe     |
| 27  | 2014  | Tetsuro Itodani        | 4-1    | Toshiyuki Moriuchi |
| 28  | 2015  | Akira Watanabe (10-11) | 4-1    | Tetsuro Itodani    |
| 29  | 2016  | Akira Watanabe (10-11) | 4-3    | Tadahisa Maruyama  |
| 30  | 2017  | Yoshiharu Habu (7)     | 4-1    | Akira Watanabe     |
| 31  | 2018  | Akihito Hirose         | 4-3    | Yoshiharu Habu     |
| 32  | 2019  | Masayuki Toyoshima     | 4-1    | Akihito Hirose     |
| 33  | 2020  | Masayuki Toyoshima     | 4-1    | Yoshiharu Habu     |
| 34  | 2021  | Sōta Fujii             | 4-0    | Masayuki Toyoshima |
| 35  | 2022  | Sōta Fujii             | 4-2    | Akihito Hirose     |
| 36  | 2023  | Sōta Fujii             | 4-0    | Takumi Itō         |
| 37  | 2024  | Sōta Fujii             | 4-2    | Yuki Sasaki        |

## Records
- Plus de titres : Akira Watanabe, 11.
- Plus de titres consécutifs : Akira Watanabe, 9 à la suite (2004–2012).
- Plus de conquêtes du titre : Yoshiharu Habu, 4[note 2].
- Plus longue période entre les titres : Yoshiharu Habu, quinze ans (2003–2017).
- Plus vieux vainqueur : Yoshiharu Habu, quarante-sept ans et deux mois.
- Plus jeune vainqueur : Yoshiharu Habu, dix-neuf ans et deux mois[12].